# 劉必賢
劉必賢（1418年—？），字天佑，直隸滁州人，明朝政治人物。進士出身。

## 生平
順天府鄉試第五十四名。天順元年（1457年）丁丑科會試第二百二十二名，殿試登進士第三甲第二十九名。歷浙江諸暨縣、江西南城縣知縣。擢監察御史。陞衢州府知府。

## 家族
曾祖父劉十秀。祖父劉源。父亲劉泉。